# Cretoscarabaeus lenliginosus
Cretoscarabaeus lenliginosus är en skalbaggsart som beskrevs av Nikolajev 1995. Cretoscarabaeus lenliginosus ingår i släktet Cretoscarabaeus och familjen bladhorningar. Inga underarter finns listade i Catalogue of Life.